# Simona Bonewa
Simona Bonewa (bulgarisch Симона Бонева; * 10. September 1990) ist eine bulgarische Biathletin.
Simona Bonewa gab ihr internationales Debüt im Rahmen der Sommerbiathlon-Europameisterschaften 2008 in Bansko, wo sie mit neun Schießfehlern 16. des Sprints und mit 13 Fehlern 12. des Massenstartrennens wurde. Weitere internationale Einsätze folgten in der Saison 2008/09 im IBU-Cup. Dort bestritt sie in Bansko bei einem Sprint sein ihr erstes Rennen und erreichte mit Rang 16 nicht nur sofort den Gewinn erster Punkte, sondern schaffte mit Platz elf in der Verfolgung auch ihre bislang beste Platzierung im IBU-Cup.